# Marianne Grubinger
Marianne Grubinger (* 15. August 1877 in Graz; † 27. August 1964 in Graz) war eine österreichische Hauptschullehrerin und Archäologin.

## Leben
Grubinger besuchte zunächst die Lehrerbildungsanstalt Graz und erhielt die „Lehrbefähigung für Volks- und Bürgerschulen“; neben ihrem Beruf als Hauptschullehrerin studierte sie ab Wintersemester 1920/21 vorgeschichtliche und provinzialrömische Archäologie an der Universität Graz und wurde 1926 bei Walter Schmid und Otto Cuntz mit einer Arbeit zum Thema „Die Siedlungen der Noriker während der La-Tène-Zeit und in der älteren Kaiserzeit“ promoviert.
Ab 1926 arbeitete sie ehrenamtlich am Steiermärkischen Landesmuseum Joanneum als Archäologin, wo sie zahlreiche prähistorische und römerzeitliche Forschungen in der ganzen Steiermark durchführte. Besonders untersuchte sie etliche steirische Hügelgräberfelder, etwa am Wildoner Berg, im Kaiserwald und im Feistritztal, sowie die römische Villa von Forst-Thalerhof, zu der sie eine ausführliche Monographie verfasste, die aber nie veröffentlicht wurde und nach ihrem Tod verloren ging. Außerdem publizierte sie etliche numismatische Arbeiten.
1934 wurde sie als Lehrerin pensioniert, ihre Arbeit an der Abteilung Vor- und Frühgeschichte und Münzkunde am Landesmuseum setzte sie allerdings bis zu ihrem Tod fort.